# Jakielowszczyzna (rejon oszmiański)
Jakielowszczyzna (biał. Якелеўшчына; ros. Якелевщина) − wieś na Białorusi, w obwodzie grodzieńskim, w rejonie oszmiańskim, w sielsowiecie Żuprany.

## Historia
W czasach zaborów wieś w gminie Kucewicze, w powiecie oszmiańskim, w guberni wileńskiej Imperium Rosyjskiego. W 1866 roku wieś liczyła 41 mieszkańców w 4 domach. W 1905 roku wieś liczyła 49 mieszkańców, 74 dziesięcin.
W latach 1921–1945 wieś leżała w Polsce, w województwie wileńskim, w powiecie oszmiańskim, w gminie Soły a następnie w gminie Kucewicze.
W 1931 wieś w 9 domach zamieszkiwało 46 osób.
Wierni należeli do parafii rzymskokatolickiej w Żupranach. Miejscowość podlegała pod Sąd Grodzki w Oszmianie i Okręgowy w Wilnie; właściwy urząd pocztowy mieścił się w Żupranach.
Po II wojnie światowej w granicach Związku Sowieckiego. Od 1991 w niepodległej Białorusi.